# Joaquín Garrido
Joaquín Garrido (Cidade do México, 17 de maio de 1952) é um ator mexicano de cinema e televisão.

## Biografia
Joaquín Roberto Garrido nasceu em uma família fanática da música em 17 de maio de 1952. Participou de mais de 44 filmes desde 1986.
Em 1986, ele participou de sua estreia Chido Guan, as tacos douradas onde jogou Javier, em 1993 ele participou de Acapulco HEAT onde ele tocou Mustafa e nesse mesmo ano ele participou de Valentina, onde jogou Enrique. Em suas participações também estão as telenovelas Amor descarado de 2003, La ley del silencio de 2005 e El encanto del águila, juntamente com Ignacio López Tarso em 2011.
Em 2013 participou da novela La patrona, interpretando um dos antagonistas principais
Em 2015 participou da novela Tierra de reyes , onde interpretou o Don Felipe Belmonte.

## Carreira

### Telenovelas
- Tierra de reyes (2014-2015) - Don Felipe Belmonte
- Camelia la Texana (2014) - Don Arnulfo Navarro
- La patrona (2013) - Aníbal Villegas
- Infames (2012) - Leopoldo Rivas
- La ley del silencio (2005) - Pedro
- Amor descarado (2003) - Eliodoro Galdames
- Todo por amor (2000) - Andrés
- Valentina (1993) - Enrique
- Cenizas y diamantes (1990) - El Garnica

### Séries
- El encanto del águila (2011) - Bernardo Reyes
- Zapata: amor en rebeldía (2004) - Victoriano Huerta
- Acapulco H.E.A.T (1993) - Mustafa

### Cinema
- Mosquita y Mari (2012) - Mr. Olveros
- The Kids Are All Right (2010) - Luis
- Como agua para chocolate (1992) - Sargento Treviño
- Chido Guan, el tacos de oro (1986) - Javier

## Prêmios e Indicações

### Prêmios People en Español
| Ano  | Categoria    | Telenovela | Resultado |
| ---- | ------------ | ---------- | --------- |
| 2013 | Melhor vilão | La patrona | Indicado  |